# Åmsele flygbas
Åmsele flygbas är en militär flygbas utanför samhället Åmsele cirka 100 km nordväst om Umeå i Vindelns kommun, Västerbottens län. Flygbasen såldes av försvaret 2005 och köptes tillbaka av Försvaret genom Fortifikationsverket i december 2024

## Historik
Flygbasen bestod av fyra flygfält, varav tre används som landsväg idag. Anläggningens namn var "anl 171" inom svenska försvarsstaben. Under 1970-talet inordnades flygbasen under Hälsinge flygflottilj. Våren 2005 såldes flygbasen för 2,6 miljoner kronor till tre privatpersoner. Flygbasen har senare använts för bland annat motorträffar och polishögskolan. 
I september 2024 blev flygbasen, som bortsett från flera landningsbanor, även inkluderar 111,8 hektar produktiv skogsmark till salu. Den 13 december 2024 meddelades det att Fortifikationsverket köpt tillbaka flygbasen för 12 miljoner kronor med tillträde i juni 2025.